# Marcos Pérez Jiménez

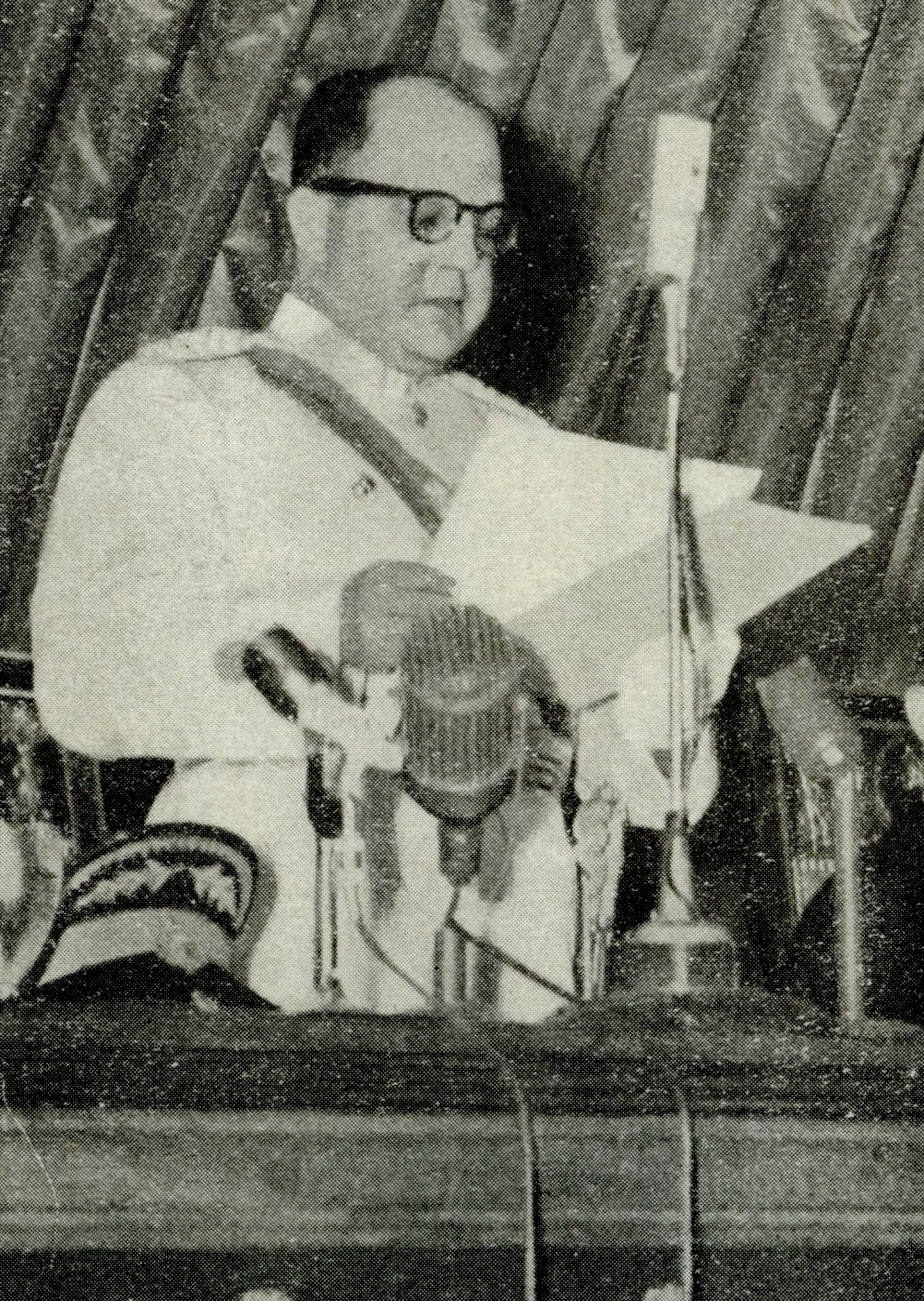
Marcos Pérez Jiménez

Marcos Evangelista Pérez Jiménez (25 tháng 4 năm 1914 - 20 tháng 9 năm 2001) là một quân đội Venezuela và là sĩ quan quân đội Venezuela và là nhà lãnh đạo của Venezuela từ 1950 đến 1958, là người mạnh nhất của quân đội Venezuela từ 1948 đến 1950 1952 đến 1958.
Thời kỳ cầm quyền của ông được đặc trưng bởi sự gia tăng của giá dầu  tạo điều kiện cho các thành tựu công trình công cộng, nhờ chiến tranh Triều Tiên. Ông đã theo dõi các chương trình trước đó để xóa sổ nhiều khu ổ chuột đang phát triển nhanh chóng của Venezuela, nhưng chủ yếu ở Venezuela đã bắt đầu dưới thời Juan Vicente Gómez, Eleazar López Contreraz và Isaías Medina Angarita.
Ông chủ trì một trong những chính phủ đàn áp nhất ở Mỹ Latinh. An ninh quốc gia của chính phủ của ông (Seguridad Nacional, Cảnh sát bí mật) đã cực kỳ đàn áp những người chỉ trích, những người đã cố gắng lật đổ ông bằng cách ném bom và săn lùng tàn nhẫn và bỏ tù những người chống lại sự cai trị của ông.
Do các khoản nợ của chế độ độc tài ký kết, sự bất mãn của khu vực tư nhân quốc gia, vị thế bất lợi của Giáo hội Công giáo, sự tàn ác của chế độ độc tài, biểu tình lớn chống lại sự đàn áp của chính phủ, và cuộc khủng hoảng kinh tế được dự đoán, Marcos Pérez Jiménez đã bị lật đổ trong một cuộc đảo chính bởi các thành phần bất mãn trong Lực lượng Vũ trang Venezuela vào ngày 23 tháng 1 năm 1958.
Sự mở rộng của nền kinh tế Venezuela dựa trên sự mắc nợ của quốc gia Venezuela, một trong những nguyên nhân của cuộc khủng hoảng kinh tế ở Venezuela vào những năm 1960 trong đó các dự án quan trọng như Trung tâm đô thị El Recreo của Marcel Brauer trên Đại lộ Casanova (Sabana Grande) bị tê liệt. Trong những năm 1960, ngành xây dựng đã phải chịu một cuộc khủng hoảng sâu sắc do sự lãng phí kinh tế của chính phủ. Các ngành bảo vệ chủ nghĩa quân phiệt đã thúc đẩy sự quản lý của Pérez Jiménez để ủy thác quyền lực dân sự.
Ông đã phải sống lưu vong ở Cộng hòa Dominican và Hoa Kỳ từ nơi ông bị dẫn độ khỏi thành phố Miami. Cuối cùng, ông cư trú tại Tây Ban Nha, dưới sự bảo vệ của chế độ Pháp. Một báo cáo của CIA năm 1961 tuyên bố rằng chính phủ của ông đã tạo ra cuộc khủng hoảng kinh tế mà Venezuela đã trải qua trong những năm 1960.